# Sergio Goyri
Sergio Goyri Pérez (Puebla de Zaragoza, Puebla, 14 de noviembre de 1958) es un actor mexicano, conocido principalmente por interpretar el personaje antagónico de Rosendo Gavilán en la telenovela,  Soy tu dueña.

## Biografía
Ingresó en el mundo de la actuación en el 1976 como actor de reparto en Mundos opuestos junto a Lucía Méndez, quien tenía su primer estelar. Se le debe conocer en su faceta como cantante y director; como actor de cine lo encontramos en las cintas de cine: Perro callejero, Pedro Navaja, Contragolpe, El trono del infierno y Supervivencia. También tiene varias cintas como actor de cine en video home y una discografía destacando "La fiesta de mi pueblo", "Hecho para ti" y "Sergio Goyri".
Tiene tres hijos de su primer matrimonio, y dos con su ex-esposa Telly Filippini. Es un gran fan del equipo de fútbol mexicano "Chivas Rayadas del Guadalajara". En este momento está trabajando en teatros en la representación de Los hombres son de Marte, las mujeres son de Venus, basado en un superventas escrito por el escritor estadounidense, John Gray, no debemos olvidar que su historia también tiene una carrera como cantante interesante: Hecho para ti y Sergio Goyri.
En su carrera en telenovelas destacan desde su actuación en la telenovela El maleficio en 1983, su papel antagónico de Ignacio Aguirre en Te sigo amando en 1996, protagonizada por Claudia Ramírez y Luis José Santander, y su protagónico como Víctor Izaguirre en el 2003 telenovela Niña amada mía, junto a los actores Karyme Lozano, Ludwika Paleta y el primer actor Eric del Castillo, bajo la producción de Angelli Nesma Medina.
En el 2006 antagoniza la telenovela Duelo de pasiones, producción de Juan Osorio, donde interpreta a un hombre atormentado por su pasado, y lo que hace imposible la vida de su esposa. En 2009 participa en la telenovela Mi pecado, siendo el principal antagonista de la historia, interpretando al ambicioso y cruel "Gabino Roura Beltrán", al lado de Maite Perroni, Eugenio Siller, Daniela Castro, Sabine Moussier, entre otros. 
En 2010, forma parte del elenco elegido por el productor Nicandro Díaz González, para la telenovela Soy tu dueña, interpretando al malvado Rosendo, junto a Lucero, Fernando Colunga y Gabriela Spanic. En 2011, se convierte en el co-protagonista de Dos hogares, dejando de lado las villanías en esta producción de Emilio Larrosa en la cual actuó junto a Anahí y Carlos Ponce.
En 2013, se integra a la telenovela Corazón indomable, junto con Ana Brenda Contreras y Daniel Arenas, nuevamente un rol estelar. 
En el 2015 vuelve a interpretar a un villano en la telenovela Que te perdone Dios, producción de Angelli Nesma Medina, junto a Zuria Vega, Mark Tacher, Rebecca Jones, Altair Jarabo y nuevamente con Sabine Moussier.
En el 2016 se une a las filas de Telemundo, para interpretar a Chucho Cázares, en la super serie Señora Acero 3, La Coyote, donde comparte créditos con Carolina Miranda, Litzy, Luis Ernesto Franco, Lincoln Palomeque, Jorge Zárate y Laura Flores.

## Controversias
El 15 de febrero de 2019, se publicó un video en redes sociales en el que se escucha a Sergio Goyri menospreciar el trabajo actoral de Yalitza Aparicio, y en el que también hace señalamientos racistas. Más tarde, el actor pidió disculpas. Sobre los comentarios, Aparicio dijo estar orgullosa de ser una “indígena oaxaqueña”.

## Trayectoria

### Telenovelas
- Top Chef VIP (2025) - Concursante[5]
- El maleficio (2023-2024) - Humberto Zamora
- Tierra de esperanza (2023) - Rutilio Ferrer
- Pasión de gavilanes (2022) - Samuel Caballero[6]
- Diseñando tu amor (2021) - Guillermo Vargas Mota[7]
- Falsa identidad (2018) - Gabino Gaona
- Señora Acero 3: La Coyote (2016) - Jesús "Chucho" Cásares[8]
- Que te perdone Dios (2015) - Fausto López Guerra
- Corazón indomable (2013) - Álvaro Cifuentes
- Dos hogares  (2011-2012) - Ricardo Valtierra
- Soy tu dueña (2010) - Rosendo Gavilán
- Mi pecado (2009) - Gabino Roura Beltrán
- Amor sin maquillaje (2007) - Héctor Ibarra
- Duelo de pasiones (2006) - Álvaro Montellano
- Piel de otoño (2005) - Ramón Mendoza
- Rubí (2004) - Yago Pietrasanta
- Niña amada mía (2003) - Víctor Izaguirre
- Sin pecado concebido (2001) - Emiliano Martorel Ochoa
- La casa en la playa (2000) - Juan Carlos Cabrera-Rincón Rivas
- Te sigo amando (1996-1997) - Ignacio Aguirre
- El premio mayor (1995-1996) - Jorge Domenzain
- Vida robada (1991-1992) - Carlos Medina
- Días sin luna (1990) - Andrés Monasterio
- El precio de la fama (1987) - Jaime Garay
- Angélica (1985) - Humberto Corona
- El maleficio (1983-1984) - César de Martino
- Extraños caminos del amor (1981-1982) - Álvaro
- Amor prohibido (1979-1980)
- Mundos opuestos (1976-1977) - Joaquín

### Cine
- Los Siete (2010) - Juan Arroyo
- Sangre de malditos (2010)
- Cabeza de buda (2009) - Pedro
- El regreso del pelavacas (2005) - Raymundo Burgos
- Oro rojo (2005)
- Los hermanos Mata (2004) - Pedro Mata
- Luz y sombra (2004)
- La muerte del pelavacas (2003) - Raymundo Burgos
- Carreras parejeras (2003)
- Texana cien X 4 (2000)
- Bajas pasiones (1999)
- El guerrillero de Chiapas (1999)
- El perron de Jalisco (1999)
- El recomendado (1999)
- Por ser Mexicano (1999)
- Texana cien X 3 (1999) - Chava Ventura
- El comandante (1998) - Carlos García
- Texana cien X 2 (1998) - Chava Ventura
- Duelo de texanos (1997)
- Texana cien X (1997) - Chava Ventura
- Danik, el viajero del tiempo (1996) - Gabriel Castillo
- Los matones de mi pueblo (1996)
- Sábado violento (1996) - Eric
- Arma infernal (1996)
- Clave nueva (1996)
- Clave privada (1996) - Valentino
- Algunas nubes (1996) - Héctor Belascoran Shayne
- Frontera de fuego (1995)
- Rojo total (1995)
- Tragedia en Michoacán (1995)
- Venganza entre narcos (1995)
- El trono del infierno (1994) - El hombre
- Pánico en el paraíso (1994)
- Días de combate (1994) - Héctor Belascoran Shayne
- Amorosos fantasmas (1994) - Héctor Belascoran Shayne
- Las esmeraldas son sangre (1994)
- Correteado por la muerte (1993) - Oswaldo
- Los nuevos pistoleros famosos (1993)
- Obsesión asesina (1993) - Walter Ancor
- Yo no la mate (1993)
- Cuatro a la fuga (1993) - Emilio Carrasco
- Reto a la ley (1993)
- Bestias humanas (1993) - Dr. Luis Berlanga
- Contrabando mortal (1993)
- Vigilante nocturno (1993)
- Violento hasta los huesos (1993)
- AR-15: Comando implacable (1992) - Comandante Alejandro Macedo
- El arma secreta (1992)
- Policía de homicidios  (1992) - Lt. Boris Todd
- Supervivencia (1992)
- Al caer la noche (1992)
- Asesinos de la frontera (1992)
- Revancha implacable (1992)
- Traición al amanecer (1992)
- Traición judicial (1992)
- Contragolpe (1991)
- Maten al inocente (1991) - Carlos Ortega
- Muerte por partida doble (1991) - Marcos
- El perro rabioso 2 (1991) - Rodrigo
- Retén (1991)
- Silencio mortal (1991) - Sacerdote
- Alta traición (1991)
- Comando de la muerte (1991)
- El 30-30 (1991)
- Espionaje mortal (1991)
- Furia en la sierra (1991)
- La noche del fugitivo (1991)
- La última fuga (1991)
- Los reptiles (1991)
- Violencia en altamar (1991)
- Violencia sin tregua (1991)
- Violento amanecer (1991)
- El Camaleón (1990)
- Entre la fe y la muerte (1990)
- Inesperada venganza (1990)
- Perro rabioso (1990)
- El homicida (1990)
- Asesinos de narcos (1990) - Gonzalo
- Cuna de campeones (1990)
- Expedición del infierno (1990)
- Infierno en la frontera (1990)
- La pisca de la muerte (1990)
- Rescatada de la muerte (1990)
- Retrato de una mentira (1990) - Julio de la Fuente
- Tormenta de acero (1990)
- Venganza de judiciales (1990)
- Mi pistola y tus esposas (1989)
- Las borrachas (1989)
- El Judas en la frontera (1989)
- 7 fugas del capitán fantasma (1989) - Antonio Pardo "Capitán Fantasma"
- Aventuras que matan (1989)
- Los machos están fatigados (1989)
- Traficantes por ambición (1989) - Antonio Castellanos
- De grueso calibre (1988)
- El hijo de Camelia la Texana (1988)
- El ultimo triunfo (1988) - Manuel "Many" Durán
- La noche de la bestia (1988) - Ramón
- Taquito de ojo (1988)
- Un paso al más acá (1988) - Sergio
- Noche de buitres (1988)
- El solitario indomable (1988) - Marcos
- La brigada de la muerte (1988)
- Sábado D.F. (1988)
- Conexión México (1987)
- Dinastía sangrienta (1987)
- Camino al infierno (1987) - Jorge
- Cacería humana (1987)
- Yo soy el asesino (1987)
- Ases del contrabando (1987) - Ernesto Castro
- Conexión criminal (1987)
- Herencia de valientes (1986)
- Verdugo de traidores (1986)
- La alacrana (1986)
- Policia de narcóticos (1986) - Roberto Rojas
- El cafre (1986)
- La pintada (1986) - Facundo
- Matanza en Matamoros (1986)
- El escuadrón de la muerte (1985) - Ramón Cabrera
- Forajidos en la mira (1985)
- El carro de la muerte (1984)
- El puente (1984)
- El padre trampitas (1984)
- Pedro Navaja (1984) - El cumbias
- Entre, hierba, polvo y plomo (1984)
- La venganza de María (1983)
- Pedro el de Guadalajara (1983)
- El traficante (1983)
- Aborto: canta a la vida (1983)
- La esperanza de los pobres (1983)
- Me lleva la tristeza (1983)
- El ánima de Sayula (1982)
- La contrabandista (1982)
- Los fayuqueros de Tepito (1982)
- Los cuates de Rosenda (1982)
- Fieras contra fieras (1982)
- Tijuana caliente (1981)
- Herencia de muerte (1981)
- Perro callejero II (1981) - Andrés
- La cosecha de mujeres (1981)
- El hombre sin miedos (1980) - Eduardo Farias
- Las cabareteras (1980)
- El siete vidas (1980)
- Perro callejero  (1980)
- Discotec fin de semana (1979)

### Filmografía como director
- Los Siete (2010)
- Sangre de malditos (2010)
- Réquiem para Diana (2006)
- Carreras parejeras (2002)
- Bajas pasiones (1999)
- Clave nueva (1996)
- Clave privada (1996)
- Morir a mi manera (1994)
- El trono del infierno (1994)
- Pánico en el paraíso (1994)
- Vigilante nocturno (1993)
- El arma secreta (1992)
- Supervivencia (1992)
- Retén (1991)

### Filmografía como guionista
- Réquiem para Diana (2006)
- Carreras parejeras (2002)
- Bajas pasiones (1999)
- El recomendado (1999)
- Clave privada (1996)
- Morir a mi manera (1994)
- Vigilante nocturno (1993)

### Filmografía como productor
- Carreras parejeras (2002)
- Bajas pasiones (1999)
- El recomendado (1999)
- Morir a mi manera (1994)
- Vigilante nocturno (1993)
- Supervivencia (1992)

## Premios y nominaciones

### Premios TVyNovelas
| Año  | Categoría                  | Telenovela           | Resultado |
| ---- | -------------------------- | -------------------- | --------- |
| 2012 | Mejor actor                | Dos hogares          | Nominado  |
| 2011 | Mejor actor antagónico     | Soy tu dueña         | Nominado  |
| 2010 | Mejor primer actor         | Mi pecado            | Nominado  |
| 2006 | Mejor actor antagónico     | Piel de otoño        | Ganador   |
| 2003 | Mejor actor protagónico    | Niña amada mia       | Nominado  |
| 2002 | Mejor villano              | Sin pecado concebido | Nominado  |
| 1998 | Mejor actor protagónico    | Te sigo amando       | Ganador   |
| 1992 | Mejor actor protagónico    | Vida robada          | Nominado  |
| 1991 | Mejor actor protagónico    | Días sin luna        | Nominado  |
| 1986 | Mejor actor protagónico    | Angélica             | Nominado  |
| 1984 | Mejor revelación masculina | El maleficio         | Ganador   |

### Premios ACE
| Año  | Categoría                          | Telenovela          | Resultado |
| ---- | ---------------------------------- | ------------------- | --------- |
| 2001 | Mejor actor de televisión escénica | La casa en la playa | Ganador   |

### TV Adicto Golden Awards
| Año  | Categoría     | Telenovela    | Resultado |
| ---- | ------------- | ------------- | --------- |
| 2010 | Mejor villano | Soy tu dueña  | Ganador   |
| 2009 | Mejor villano | Mi pecado     | Ganador   |
| 2005 | Mejor villano | Piel de otoño | Ganador   |

### Premios Bravo
| Año  | Categoría              | Nominación por | Resultado |
| ---- | ---------------------- | -------------- | --------- |
| 2006 | Mejor actor antagónico | Piel de otoño  | Ganador   |